# Вірська-Котляр Валерія Семенівна
Вале́рія Семе́нівна Ві́рська-Котля́р (нар. 29 жовтня 1930, Київ — 27 лютого 2016, там само) — українська артистка балету, балетмейстерка, педагогиня. Народна артистка УРСР (1964).

## Життєпис
Народилася в Києві. Закінчила Київське хореографічне училище (1949; викладач Г. Березова) та Київський інститут культури (1996; викладачка Л. Цвєткова).
Працювала артисткою Львівського театру опери та балету ім. І. Франка (1949—1951) й Ансамблю Північної групи військ МО СРСР у Польщі (1951—1954). Згодом — провідна солістка (1954—1975), балетмейстерка (1975—1980) Державного заслуженого ансамблю танцю УРСР ім. П. Вірського, у складі якого гастролювала в багатьох країнах світу.
Викладала в Київському національному університеті культури та мистецтв (1981—2005), доцент (з 2000), кафедра бальної хореографії.
Була одружена з балетмейстером Павлом Вірським. Після його смерті в 1975 одружилася з балетмейстером Миколою Апухтіним. Третім її чоловіком став колекціонер Ігор Диченко. Після смерті останнього Валерія Вірська передала його унікальну колекцію — близько 700 картин українських авангардистів — у дар державі й народові України (колекцію прийняв і зберігає столичний Національний культурно-мистецький та музейний комплекс «Мистецький арсенал»).
Під час урочистої передачі творів мистецтва Президент України Петро Порошенко вручив дарувальниці орден княгині Ольги.

## Творчість
Провідні партії в танцювальних картинах: «Про що верба плаче», «Хміль», «Плескач», «Жовтнева легенда», «Ми пам'ятаємо». Її виконавчій манері властиві акторська виразність, емоційність, тонке відчуття стилю національної хореографії.

## Поховання

Могила Павла Вірського

Померла вранці 27 лютого 2016 року в Києві. Похована 29 лютого 2016 року на Байковому кладовищі поруч з могилою її першого чоловіка Павла Вірського, згідно з її останнім проханням.

## Нагороди
- Народна артистка УРСР (1964).
- Орден «За заслуги» 3-го ступеня (2005).
- Орден княгині Ольги 3-го ступеня (2015).